# レイモン・ブリュースター
レイモン・ブリュースター（Lamon Brewster、1973年6月5日 - ）は、アメリカ合衆国の男性プロボクサー。インディアナ州インディアナポリス出身。元WBO世界ヘビー級王者。
元IBF・WBO世界ヘビー級王者クリス・バードは従兄弟。

## 来歴
アマチュアからキャリアを始め、1995年の全米アマチュアボクシング選手権ヘビー級王者となる。
1996年11月8日、プロデビュー。
2002年2月2日、NABO北米ヘビー級王座を獲得した。
2002年12月14日、WBCアメリカ大陸ヘビー級王座を獲得した。
2004年4月10日、32戦目で世界王座初挑戦。WBO世界ヘビー級王座決定戦でウラジミール・クリチコと対戦し、5回TKO勝ちで世界王座を獲得した。
2005年5月21日、2度目の防衛戦でアンドリュー・ゴロタと対戦し、初回52秒でTKO勝ちで2度目の防衛に成功した。この初回52秒という試合時間はヘビー級タイトルマッチ史上最短記録となった。
2006年4月1日、4度目の防衛戦でセルゲイ・リャコビッチと対戦し、12回判定負けで王座から陥落した。試合後にインタビューで1ラウンドで左目が見えなくなったと語り、網膜剥離と診断され手術を受けることになる。
2006年7月7日、IBFおよびIBO世界ヘビー級王者となったウラジミール・クリチコと再戦し、6回終了時TKO負けで王座から陥落した。
2008年8月30日、2年ぶりの復帰戦でNABA北米ヘビー級王座決定戦でダニー・バチェルダーに5回KO勝ちし王座を獲得した。同王座は防衛戦を行うことなく返上した。
2009年3月14日、マイケル・スプロットに8回3-0で判定勝ち。
2010年1月30日、ロバート・ヘレニウスに8回TKO負け。
2011年1月9日、引退を表明。ロバート・ヘレニウスの試合で目を再び負傷したことを引退理由に挙げ、さらにエレニウスがボクシンググローブに細工をしたため目を負傷させられたと自身の見解を述べた。左目の回復手術を4度受けるが全て不成功となっていた。

## 獲得タイトル
- 全米アマチュアボクシング選手権 ヘビー級 優勝（1995年）
- 第14代WBO世界ヘビー級王座（防衛3度）